# Constitució de la República de Moçambic
La constitució de la República de Moçambic és la llei màxima de la República de Moçambic, actualment en vigor com a constitució aprovada el 16 de novembre de 2004.

## Preàmbul
El preàmbul de l'actual Constitució diu el següent:
| «                                                        | La lluita armada per l'alliberament nacional, responent a les aspiracions seculars del nostre poble, va reunir els patriotes de tots els nivells de la societat de Moçambic en el mateix ideal de llibertat, unitat, justícia i progrés, el propòsit era alliberar la terra i l'home. Obtinguda la independència nacional el 25 de juny de 1975, es va tornar al poble de Moçambic els drets i llibertats fonamentals. La Constitució de 1990 va introduir l'estat de dret democràtic, basat en la separació i interdependència de poders i el pluralisme, l'alliberament dels paràmetres estructurals de la modernització, el que contribueix decisivament a la creació d'un clima democràtic que va portar el país a la celebració de les primeres eleccions multipartidistes . Aquesta Constitució reafirma, desenvolupa i aprofundeix els principis fonamentals de l'Estat de Moçambic, consagra el caràcter sobirà de l'estat de dret democràtic basat en el pluralisme d'expressió, l'organització del partit i el respecte i garantia dels drets i les llibertats fonamentals dels ciutadans. L'àmplia participació dels ciutadans en la presa de la Llei Fonamental reflecteix el consens resultant de la saviesa de l'enfortiment de la democràcia i la unitat nacional. | » |
| — - CONSTITUIÇÃO DA REPÚBLICA (de moçambique), Preâmbulo | |   |

## Història
La primera Constitució de Moçambic fou aprovada el 20 de juliol de 1975 i tenia esmenes aprovades per l'Assemblea del Poble el 13 d'agost de 1978 i el text es denomina Constitució de la República de Moçambic, va ser el preàmbul del text de la Declaració d'Independència de Moçambic donada per Samora Machel i consistia en 80 articles. L'article 80 diu: La Constitució de la República Popular de Moçambic entrarà en vigor les zero hores del dia 25 de juny de 1975.
El 2 de novembre de 1990 l'Assemblea Popular va aprovar una nova Constitució que regeix l'Estat de Moçambic, que tenia 206 articles i va entrar en vigor el 30 de novembre de 1990 (art.206).
El 16 de novembre de 2004 l'Assemblea de la República aprovà una nova Constitució Política que consta d'uns 306 articles.